# Raubiczy
Raubiczy (biał. Раўбічы, ros. Равбичи, Rawbiczi) – wieś na Białorusi w obwodzie mińskim, ok. 22 km na północny wschód od Mińska, na pagórkowatym terenie Wysoczyzny Mińskiej.
Raubiczy to otoczony lasami mały, lecz popularny na Białorusi kurort wypoczynkowy. Znajduje się tu białoruski ośrodek przygotowań olimpijskich (można tutaj zobaczyć jedyne na Białorusi skocznie narciarskie, z których największą jest K74). Ciekawym obiektem są także skocznie do skoków akrobatycznych. Warto odwiedzić również tamtejsze muzeum sztuki i rzemiosła, które umieszczone jest w byłym kościele św. Mateusza.

## Cmentarze rzymskokatolickie
W Raubiczach znajduje się katolicki kościół zamieniony na muzeum białoruskiej sztuki ludowej, obok którego mieści się niewielki cmentarz z polskojęzycznymi nagrobkami rzymskokatolickimi 2. połowy XIX wieku. W 2009 roku nagrobki katolickie zostały sprofanowane - wyciągnięto je z grobów i wyrzucono poza ogrodzenie.
Nowy cmentarz rzymskokatolicki, założony w 2 połowie XIX wieku po innej stronie osiedla, nadal funkcjonuje.

## Sport
- Olimpijski Kompleks Sportowy Raubicze
- Mistrzostwa Białorusi w Skokach Narciarskich 2009
- Mistrzostwa Świata Juniorów w Biathlonie 2015
- Dynama-Raubiczy – klub hokeja na lodzie